# Stuart Courtney
Pour les articles homonymes, voir Courtney.
Stuart Courtney, né le 8 avril 1949 à Watford, est un joueur professionnel de squash représentant l'Angleterre. Il est champion du monde par équipes en 1976.

## Biographie
Il remporte la Drysdale Cup en 1968.
Il est deux fois finaliste des Championnats britanniques en 1974 et 1975, s'inclinant face à Jonathan Leslie et Philip Ayton.
Par équipes, il est champion d'Europe en 1973 et champion du monde en 1976.
Il devient ensuite manager général des équipes anglaises.

## Palmarès

### Titres
- Championnats du monde par équipes : 1976
- Championnats d'Europe par équipes : 1973
- Drysdale Cup : 1968

### Finales
- Championnats britanniques : 2 finales (1974, 1975)